# Euroformat Kijów
Euroformat Kijów (ukr. "Євроформат" Київ) – ukraiński klub piłki nożnej plażowej w Kijowie, wielokrotny mistrz Ukrainy.

## Historia
Zespół Nowa Era został założony w Kijowie przez firmę "Euroformat". W 2004 przyszedł pierwszy duży sukces - klub zdobył mistrzostwo Ukrainy Beach Soccera. W 2011 klub zmienił nazwę na Euroformat. Zaliczany do czołówki najlepszych ukraińskich klubów beach soccera.

## Sukcesy

### Krajowe
- Mistrzostwo Ukrainy :
  - Mistrz: 2004, 2005, 2007, 2011, 2018

## Kadra

### Znani zawodnicy
- Andrij Borsuk